# Le Petit-Mercey
Le Petit-Mercey korábbi község (település) Franciaországban, Jura megyében. 2019. január 1-jén a korábbi Dampierre községgel egyesült és az azonos nevű Dampierre új község része lett.
Lakosainak száma 125 fő (2018. január 1.). Le Petit-Mercey Mercey-le-Grand, Dampierre, Évans, Louvatange és Romain községekkel határos.

## Népesség
A település népességének változása:
| Lakosok száma | 107  | 111  | 120  | 125  | 125  |
|               | 2013 | 2015 | 2016 | 2017 | 2018 |